# Resist (Within Temptation)
Resist is het zevende studioalbum van de Nederlandse symfonische metalband Within Temptation. Het album zou normaal uitgekomen zijn op 14 december 2018, maar werd uitgesteld tot 1 februari 2019 omwille van productieproblemen. Aan het album werkten ook andere artiesten mee, zoals Jacoby Shaddix, Anders Fridén en Jasper Steverlinck. Het vorige album van de band kwam vijf jaar eerder uit, de langste periode tussen twee albums tot nu toe.
De meeste nummers op het album hebben een politiek of maatschappelijk thema, onder andere over het verlies van privacy, de macht van internetreuzen en het afbrokkelen van de democratie.

## Achtergrond
Na de uitvoerige promotie en tour voor de bands zesde album, was de band uitgeblust. Bovendien was de leadzangeres, Sharon den Adel, oververmoeid. Haar vader was in die periode ook heel erg ziek (hij is intussen overleden). Tijdens deze periode componeerde den Adel wel verschillende liedjes, maar eerder "lieve, kleine liedjes". Deze liedjes vond ze zelf niet gepast voor de stijl van de band. Deze zijn uiteindelijk twee jaar na het laatste tournee van Within Tempation gepubliceerd onder haar soloproject My Indigo. Hierdoor voelde ze zich weer klaar om het soort muziek te schrijven waarvoor Within Temptation gekend is. Eind 2017, bij de aankondiging van haar soloproject, kondigde den Adel ook aan dat er een nieuw album van Within Temptation aankwam.

## Gastzangers
Jacob Shaddix, Andres Fridén en Jasper Steverlinck zijn gastzangers op het album. Shaddix ontmoette den Adel voor het eerst tijdens Graspop Metal. Hij werd uitgenodigd om het openingsnummer The Reckoning van het album te zingen nadat het nummer al voltooid was, want de band dacht dat hij het lied een soort kwaadheid, gemengd met kwetsbaarheid en melancholie kon geven. Fridén werd uitgenodigd om het nummer Raise Your Banner te zingen, omdat de band zijn ervaren screamstem passend bij het nummer achtte. Het nummer Firelight is oorspronkelijk geschreven voor den Adels soloproject, maar werd te zwaar bevonden; het bevatte te veel emotie. Den Adel ontmoette Steverlinck op het VTM-programma Liefde Voor Muziek, die uiteindelijk meezong op het nummer.

## Nummerlijst
| 1.                 | The Reckoning (feat. Jacoby Shaddix)    | 4:11 |
| 2.                 | Endless War                             | 4:09 |
| 3.                 | Raise Your Banner (feat. Anders Fridén) | 5:34 |
| 4.                 | Supernova                               | 5:34 |
| 5.                 | Holy Ground                             | 4:10 |
| 6.                 | In Vain                                 | 4:25 |
| 7.                 | Firelight (feat. Jasper Steverlinck)    | 4:46 |
| 8.                 | Mad World                               | 4:57 |
| 9.                 | Mercy Mirror                            | 3:49 |
| 10.                | Trophy Hunter                           | 5:51 |
| Totale duur: 47:35 |                                         |      |

## Hoesontwerp
Voor het eerst heeft de band geen eigen hoes ontworpen, maar gekozen om een bestand kunstwerk te kopen van Emmanuel Shiu op DevianArt. Volgens den Adel haalde de band meestal inspiratie uit boeken, maar lukte dit deze keer niet. Derhalve zocht de band online naar inspiratie. De gekozen albumhoes werd gevonden door Westerholt.